# Radio Kabul
Radio Kabul es la radioemisora oficial de Afganistán. El nombre Radio Kabul ha sido dado a varias encarnaciones distintas de la estación de radio estatal desde que los primeros transmisores de radio fueron instalados en Kabul en los años 1920.

## Historia
En 1925, un transmisor ruso de 200 watt que operaba en la banda AM (833 kHz) fue instalado en el Palacio Kabul por el rey Amanulá Khan. Este transmisor fue destruido durante la revuelta 1929 en contra del rey. El transmisor fue reemplazado en 1931 por el nuevo rey Mohamed Nadir Shah, y fue mejorado en 1940 cuando un nuevo transmisor de 20 kilowatt fue instalado en su lugar, operando a 600 kHz. Este es generalmente considerado el nacimiento oficial de Radio Kabul. Los programas eran emitidos en pastún, persa, hindi, inglés y francés.
A lo largo de la historia moderna de Afganistán, la radio ha sido controlada y renombrada por el partido gobernante. El rey Mohamed Zahir Shah intentó reforzar su meta de lograr la unidad pan-afgana, por lo que el nombre de la emisora fue cambiado en 1953 a Afghan Broadcasting System, y en 1960 a Radio Afghanistan. Durante los tiempos de relativa paz en los años 60 y 70, Radio Kabul albergó a una generación completa de artistas afganos modernos y tradicionales, tales como Mahwash, Mohammad Hashem Cheshti y Mohammad Hussain Sarahang. Estos músicos maestros eran reverenciados no sólo en Afganistán, sino también en la India, Pakistán y en todo el Oriente medio.
En 1973, cuando el rey fue depuesto por un golpe, el cambio de gobierno fue anunciado por los nuevos líderes a través de la radioemisora.
Luego de la Revolución de Saur, se convirtió en uno de los principales medios de comunicación de la República Democrática de Afganistán (mediante la cual se informaron hechos históricos como la toma del poder el 27 de abril de 1978, el derrocamiento de Taraki, el inicio de la intervención soviética el 27 de diciembre de 1979, etc.).
Durante la guerra civil de los años 90, la estación de radio fue dañada varias veces durante la lucha, cambiando de manos entre las diferentes facciones que ganaban el control de Kabul. En 1996, cuando los talibanes ganaron el control de la capital, el nombre de la emisora fue cambiado a Shariat Ghagh (La Voz de la Sharia). Cuando los talibanes consolidaron su poder en el país, la emisora fue utilizada para congregar a los adeptos al régimen y para transmitir nuevos edictos de los mulás gobernantes.
Los talibanes prohibieron la música en la nueva estación y ordenaron la destrucción de los archivos radiofónicos, que contienen cintas irremplazables de música y programas políticos de Radio Kabul a lo largo de cuarenta años. Las cintas se presumían perdidas para siempre, pero en 2002 la BBC informó que, de manera casi milagrosa, los archivos sobrevivieron no sólo al régimen talibán sino que también a la destrucción del edificio de Radio Kabul por bombas estadounidenses durante la invasión a Afganistán en noviembre de 2001.
Luego que los talibanes fueran alejados del poder, Radio Kabul reanudó la emisión de música y programas políticos. Con la caída de Kabul por parte de los talibanes, la estación fue renombrada nuevamente a Shariat Ghagh, emitiendo únicamente cantos nasheed y programas religiosos. La programación musical fue vetada.